# Scott Brison
Pour les articles homonymes, voir Brison.
 (janvier 2018).
Si vous disposez d'ouvrages ou d'articles de référence ou si vous connaissez des sites web de qualité traitant du thème abordé ici, merci de compléter l'article en donnant les références utiles à sa vérifiabilité et en les liant à la section « Notes et références ».
Scott A. Brison, né le 10 mai 1967 à Windsor, en Nouvelle-Écosse, est un homme politique canadien. Il est le député fédéral de Kings-Hants sous la bannière du Parti libéral et il est président du Conseil du Trésor du Canada de 2015 à 2019.

## Biographie
D'abord membre du Parti progressiste-conservateur du Canada, il se retire en 2000 de son siège parlementaire obtenu en 1997 pour que l'ancien Premier ministre Joe Clark puisse entrer à la Chambre des communes. Il retrouve son siège lorsque Clark est investi dans une autre circonscription lors de l'élection suivante. Scott Brison est candidat à la direction du parti en 2003. Il défend, entre autres, une alliance militaire avec les États-Unis, plus d'implication du secteur public dans le domaine de la santé et une réforme de l'assurance-emploi. Lors du congrès d'investiture, il est éliminé au second tour, par trois voix. Peter MacKay est élu chef du parti avant la fusion avec l'Alliance canadienne qui a donné naissance au Parti conservateur du Canada. Quatre jours après cette fusion, Brison se joint au Parti libéral du Canada, notamment en raison de sa position sur le mariage entre personnes de même sexe.
Il est réélu dans son comté lors de l'élection fédérale de 2004. Brison a été ministre des travaux publics dans le gouvernement de Paul Martin. Il est le premier membre ouvertement homosexuel du conseil des ministres fédéral.
En 2006, Brison annonce qu'il brigue la direction du Parti libéral après que Frank McKenna a annoncé qu'il ne se présenterait pas. Lors du congrès, il est éliminé après le premier tour de scrutin, ayant obtenu moins de 5 % des votes. Il donne alors son appui à Bob Rae, mais celui-ci est éliminé au troisième tour face à Michael Ignatieff et Stéphane Dion. Brison se rallie alors au camp d'Ignatieff, mais c'est Dion qui est élu chef du Parti libéral.
Il épouse Maxime Saint-Pierre le 18 août 2007, en présence de Stéphane Dion et de nombreuses personnalités politiques canadiennes, devenant ainsi le premier parlementaire homosexuel à se marier.
À la suite des élections fédérales canadiennes de 2015, Scott Brison a été choisi par Justin Trudeau pour occuper le poste de président du Conseil du Trésor. 
En janvier 2019, Brison annonce renoncer à ses fonctions de président du Conseil du Trésor et confirme qu'il ne se représentera pas. Le 10 février 2019, il renonce à ses fonctions de député.